# Johannes de Krijgerkerk in Jakimanka
De Johannes de Krijgerkerk (Russisch: Це́рковь Свято́го Иоа́нна Во́ина на Якима́нке) is een Russisch-orthodoxe Kerk in Moskou, gelegen aan de Oelitsa Bol'shaija Jakimanka (district Jakimanka).

## Bouw
De kerk werd gebouwd in de jaren 1709-1713 ter vervanging van een oudere kerk uit 1625. De oudere kerk was gelegen aan de oever van de Moskva in een gebied dat regelmatig werd overstroomd. Nadat een overstroming de oudere kerk had vernield, werd besloten de kerk op een hogere plaats te herbouwen. Volgens de overlevering zou de kerk naar een schets van tsaar Peter I zijn gebouwd. De omheining rond de kerk is van latere datum en dateert uit 1754-1758. In de jaren 1860 gingen de fresco's en iconostase verloren. De kerk vertegenwoordigt een mengvorm van Moskouse Barok, Oekraïense Barok en Europese invloeden.

## Na de revolutie
Tijdens het bolsjewistische bewind ontsnapte de kerk aan de massale kerksluitingen en bleef geopend voor de eredienst. Wel werden in 1922 een aantal waardevolle voorwerpen geconfisqueerd. Talrijke religieuze voorwerpen als iconen en relieken uit kerken die werden afgebroken werden naar de Johannes de Krijgerkerk overgebracht, waaronder ook uit de inmiddels weer herbouwde Kerk van de Heilige Kluizenaar Maron (Russisch: Храм Марона Пустынника в Старых Панех). In 1928 kreeg de kerk ook weer een iconostase. Deze was afkomstig uit de één jaar eerder gesloopte Kerk van de Drie Heiligen bij de Rode Poort (Russisch: Красные ворота)